# Sciomesa secata
Sciomesa secata là một loài bướm đêm trong họ Noctuidae.